# 薩雷蘇區
45°24′00″N 70°15′36″E / 45.40000°N 70.26000°E

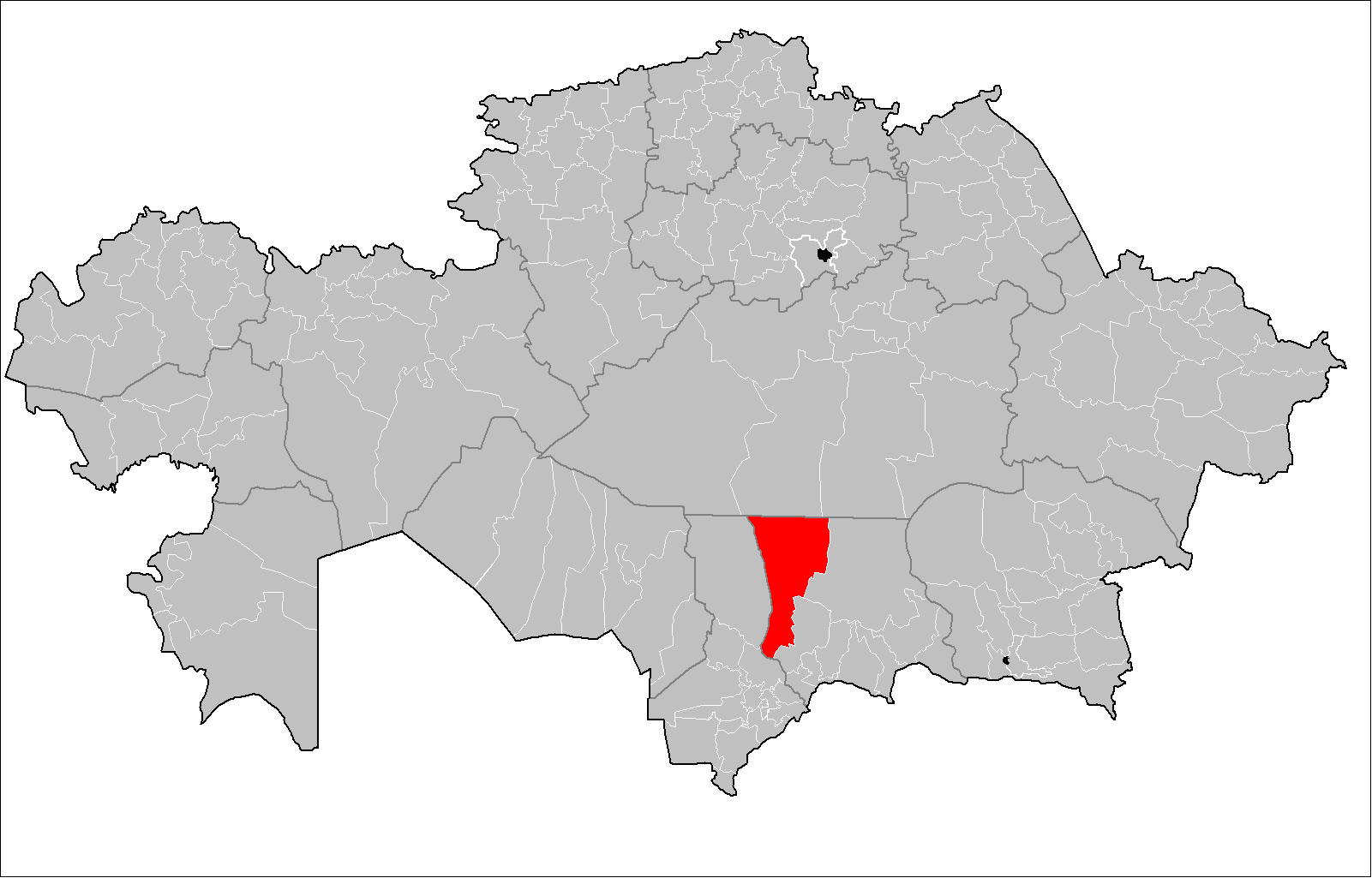

薩雷蘇區是哈薩克斯坦的行政區，位於該國南部，由江布爾州負責管轄，首府設於扎纳塔斯，始建於1928年，面積31,300平方公里，2019年人口44,184。